# Renty
Renty (ndl.: Renteke) ist eine französische Gemeinde mit 589 Einwohnern (Stand 1. Januar 2022) im Département Pas-de-Calais in der Region Hauts-de-France; sie gehört zum Arrondissement Saint-Omer und zum Kanton Fruges. Renty liegt an der westlichen Grenze der historischen Landschaft des Artois.

## Geschichte
Renty war Standort einer hölzernen Turmhügelburg, Reste der mittelalterlichen Motte sind noch heute im Dorfzentrum erkennbar. Der Besitz ist im 11. Jahrhundert als praedium Rentica erstmals urkundlich erwähnt. Im 12. Jahrhundert finden sich Erwähnungen mit dem Namen Renthi und Renthy. Der Name könnte auf einen Besitzer des Anwesens namens Rentius vielleicht aus gallorömischer Zeit hindeuten.

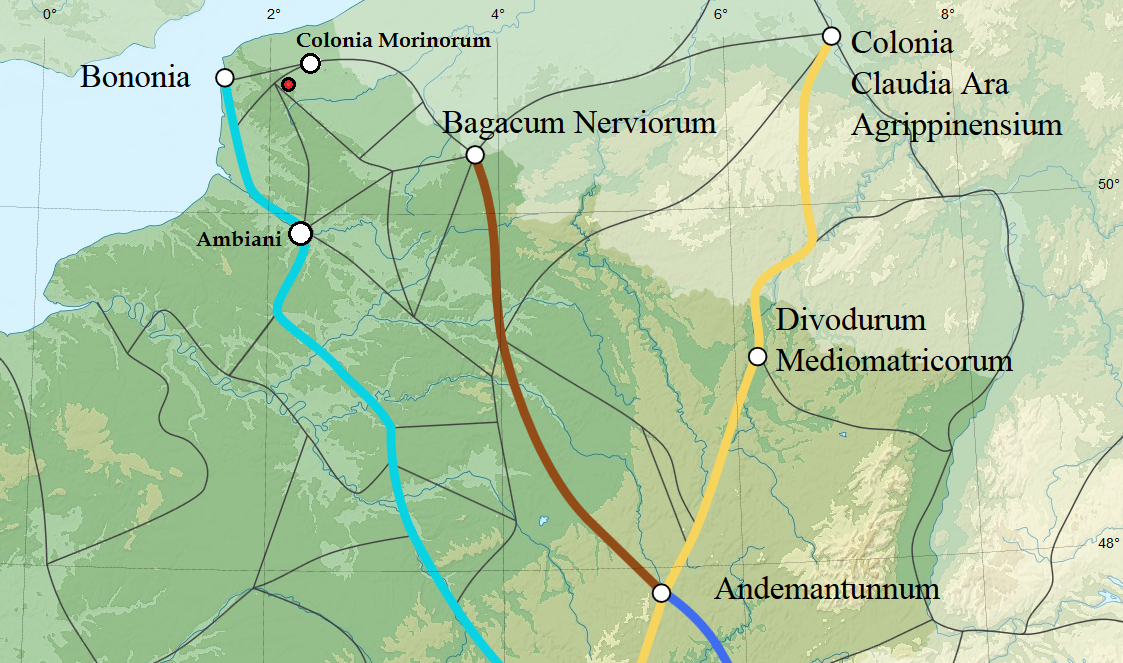
Lokalisierung der Ortslage Rentica (roter Punkt) im römischen Straßennetz der Provinz Belgica

Durch das Tal unterhalb von Renty verlief eine in Resten noch bis vor einigen Jahrzehnten sichtbare gepflasterte Römerstraße, die zum römischen Fernstraßennetz gehörte und eine Verbindung zwischen dem 7 km nördlich von Renty verlaufenden Fernverkehrsweg aus Köln („Via Belgica“) und der heute „Via Agrippa“ genannten Heerstraße von Ambiani (Amiens) nach Bononia (Boulogne-sur-Mer) herstellte, wo sich das Hauptquartier der römischen Kanalflotte befand.

### Bertulf von Renty
Zur Zeit des Königs Dagobert II. im 7. Jahrhundert wanderte der aus Ungarn stammende Ortsheilige Bertulf († um 705) nach Flandern ein und wurde Verwalter des Grafen Wambert, des Besitzers der Burg. Bertulf bekehrte sich unter dem Einfluss des Bischofs Audomar zum Christentum, wurde zum Priester geweiht und missionierte unter der Bevölkerung. Mit Wambert und dessen Frau soll er nach Rom gepilgert und von Wambert adoptiert worden sein. Auf Bertulfs Initiative errichtete Wambert verschiedene Eigenkirchen. Nach dem Tod seines Patrons gründete Bertulf eine Abtei in Renty und wurde deren erster Abt. Das Patrozinium des Klosters erhielt die möglicherweise aus Renty oder aber aus der etwa 10 km entfernten damaligen Bischofsstadt Thérouanne (Colonia Morinorum) stammende heilige Angadrisma (615–695), ebenfalls eine Schülerin Bischof Audomars und vielleicht eine Verwandte Wamberts. Sie hatte selbst ein Frauenkloster in Beauvais gegründet und wurde wie später auch Bertulf nach ihrem Tod als Heilige verehrt.

### Burgbau und Besitzerwechsel
Arnold I. von Renty ersetzte die Motte durch eine steinerne Burg und errichtete Kapellen zu Ehren des heiligen Bertulfs und des heiligen Dennis. Seine Schenkung von 120 Morgen Land an das mittlerweile zum Priorat herabgestufte Kloster wurde 1177 von Papst Alexander III. bestätigt.
Mitte des 14. Jahrhunderts ging Renty in den Besitz von Wilhelm von Croy über, der im Jahre 1354 die Erbtochter Isabella geheiratet hatte. Renty gehörte anschließend als burgundisches Lehen dem Haus Croy und dem Haus Egmond. Kaiser Karl V. erhob Renty 1532 mit der Belehnung von Philipp von Croy zur spanischen Markgrafschaft (Marquesado de Rentín). Durch die Heirat der Erbin Anna von Croy († 1608), die von 1581 bis 1590 Markgräfin von Renty war, mit Emanuel de Lalaing (1557–1590) fiel das Lehen an die Markgrafen von Montigny, die das Schloss bis zu seiner Zerstörung besaßen.
Seit der Eroberung 1638 und endgültig mit dem Pyrenäenfrieden von 1659, der den Französisch-Spanischen Krieg beendete, gehört das Dorf zusammen mit dem Artois zu Frankreich.

### Schlacht bei Renty
Im fünften habsburgisch-französischen Krieg fanden im August 1554 in der Gegend von Renty eine Reihe sehr blutiger Scharmützel zwischen der auf dem Rückzug befindlichen französischen Armee unter König Heinrich II. (kommandiert vom Generalobristen Coligny, Marschall Tavannes und dem Herzog von Guise) und der zahlenmäßig überlegenen kaiserlich-spanischen Armee unter Karl V. (kommandiert von Philibert von Savoyen) statt. Sie gingen unter der Bezeichnung Schlacht bei Renty in die Geschichte ein und wurden von beiden Seiten als Sieg beansprucht. Die Franzosen versuchten, ein frontales Treffen mit den Verfolgern zu vermeiden. Am 8. August wurden sie von kaiserlicher Kavallerie bis Bois-Guillaume zurückgedrängt. Dort gelang es Tavannes, die zersprengte französische Infanterie neu zu formieren, während Coligny die Kaiserlichen aus dem Wald drängen und ins offene Feld dem Herzog von Guise in die Arme treiben konnte. Starker Nebel und das unübersichtliche Gelände verhalfen dem geschickten Zusammenspiel der französischen Kommandeure zum Erfolg. Um neuerlicher Bedrängnis zu entkommen, zogen die Franzosen anschließend vor Renty, um sich dort zu verschanzen und vor der Hauptmacht des Gegners in Sicherheit zu bringen. Das gut befestigte Schloss in dem kleinen Dorf Renty befand sich bereits seit Juni in der Hand spanischer Truppen. Gegen Mittag des 13. August 1554 begann mit der Beschießung durch französische Artillerie eine zweitägige Belagerung des Platzes, in deren Verlauf die Franzosen das Schloss stark beschädigten und Renty zu besetzen versuchten. Die kaiserliche Armee rückte zum Entsatz geballt auf das Dorf. Im Ergebnis wurde die französische Armee aus Flandern und dem Artois vertrieben, nachdem sie den Truppen Karls V. schwere Verluste zugefügt hatte. Die Schlacht bei Renty war die letzte von Kaiser Karl persönlich geleitete militärische Aktion vor seiner Abdankung und dem Rückzug in das Kloster von Yuste in Spanien. Bei den Gefechten wurden auf kaiserlicher Seite erstmals in der Artilleriegeschichte Protzen eingesetzt, die einen leichteren und schnelleren Transport von Feldgeschützen auf vier statt nur zwei Rädern erlaubten und erheblich zur Mobilität der Kanonen beitrugen.
Im Inneren der Kirche des Ortes erinnert eine Gedenktafel an die Schlacht von Renty und die Auszeichnung des Marschalls Gaspard de Tavannes auf dem Schlachtfeld durch König Heinrich II. mit dem französischen Michaelsorden.

### Zerstörung und Gemeindegründung
Im Dreißigjährigen Krieg wurde die Befestigung 1630 wieder in Stand gesetzt, blieb aber nur wenige Jahre intakt. Ab 31. Juli 1638 wurde Renty von den Truppen des französischen Marschalls Châtillon belagert. Am 2. und 3. August gelang es den Belagerern, eine Bresche in den Verteidigungsanlagen zu öffnen. Am 9. August 1638 kapitulierten die Eingeschlossenen. Auf Anordnung Richelieus wurde die Anlage vollständig zerstört, weil er befürchtete, sie könnte zum Stützpunkt einer Adelsfronde werden.
Nicht lange vor der Französischen Revolution erhielt das Dorf Gemeindestatus. Im Jahre 1822 hatte Renty zusammen mit dem im selben Jahr eingemeindeten Weiler Assonval etwas mehr als 850 Einwohner, fast doppelt so viele wie 1960.

### Bevölkerungsentwicklung
- 1962: 443
- 1968: 484
- 1975: 429
- 1982: 448
- 1990: 463
- 1999: 439
- 2006: 514

## Persönlichkeiten
- Bertulf (französisch Bertulphe, Bertoul) von Renty, Heiliger, Gründer der Abtei Renty
- Die Herren und Marquis de Renty aus dem Haus Croy